# 倫敦政治經濟學院
倫敦政治經濟學院（全名：The London School of Economics and Political Science；縮寫：LSE；中文簡稱：倫敦政經學院或倫敦政經）成立於1895年，是一所位於英國倫敦的研究型大學。倫敦政治經濟學院专注于社会科学研究，被譽為“世界一級的高等教育與科學研究機構”，於全球政、商、法、學界極負盛名。
倫敦政治經濟學院與牛津大學、劍橋大學、倫敦帝國學院、倫敦大學學院並稱為G5超级精英大學，也是英國的金三角名校。至2016年為止，倫敦政治經濟學院的校友、教員及前教員之中產生了20位諾貝爾獎得獎者、55位各國政壇領袖、31位英國下議院議員及42位上議院議員。同時，一項針對全球億萬富豪的調查報告顯示，倫敦政治經濟學院的本科畢業生中有11位億萬富豪，位列世界前十、歐洲第一。

## 历史

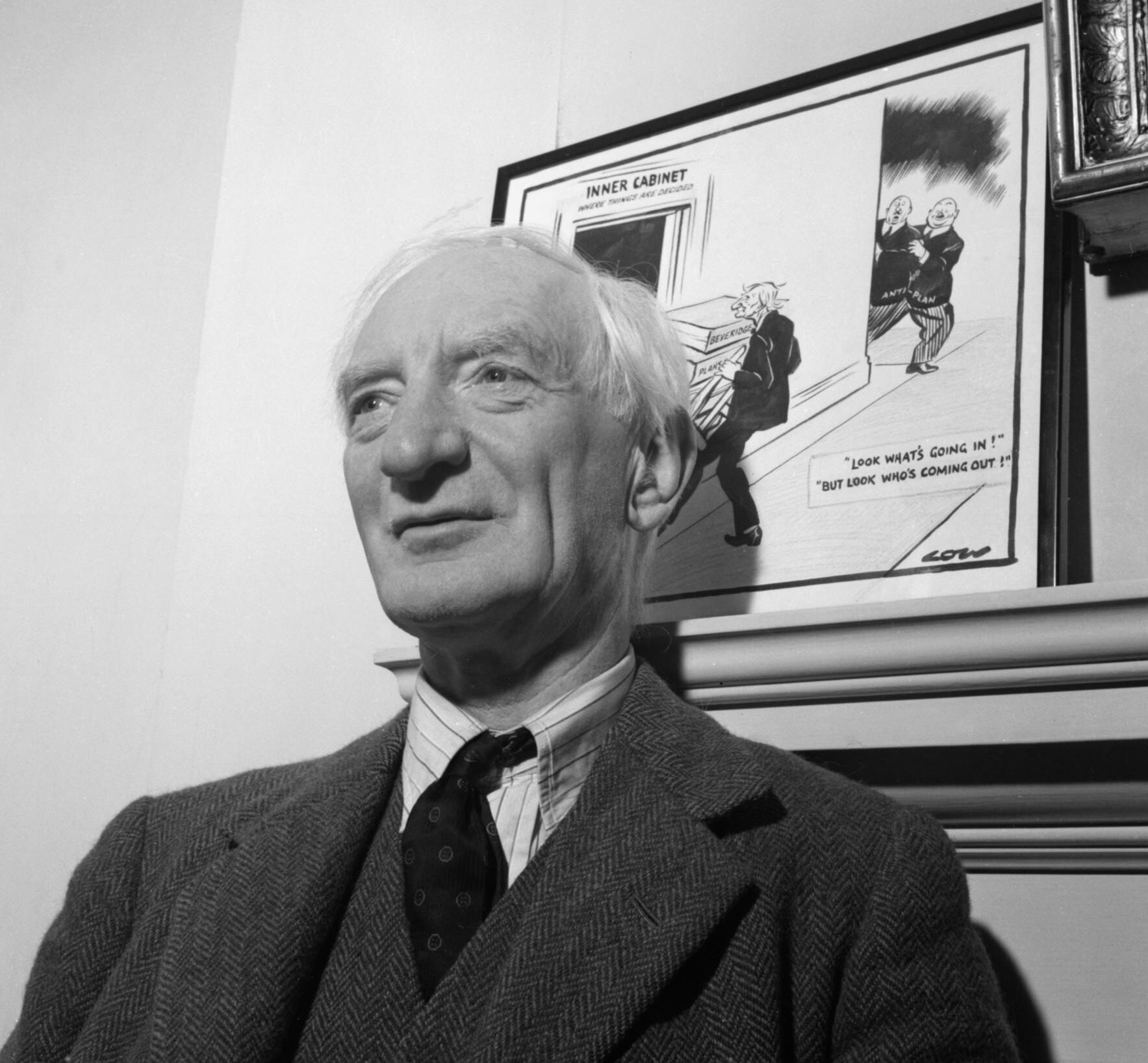
前校长威廉·贝弗里奇

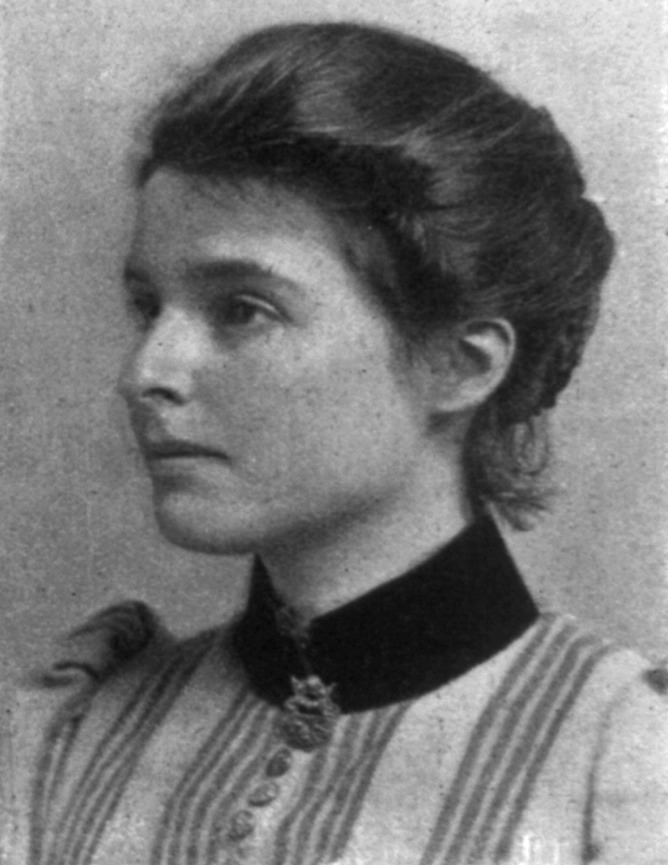
创始人之一贝特丽丝·韦伯

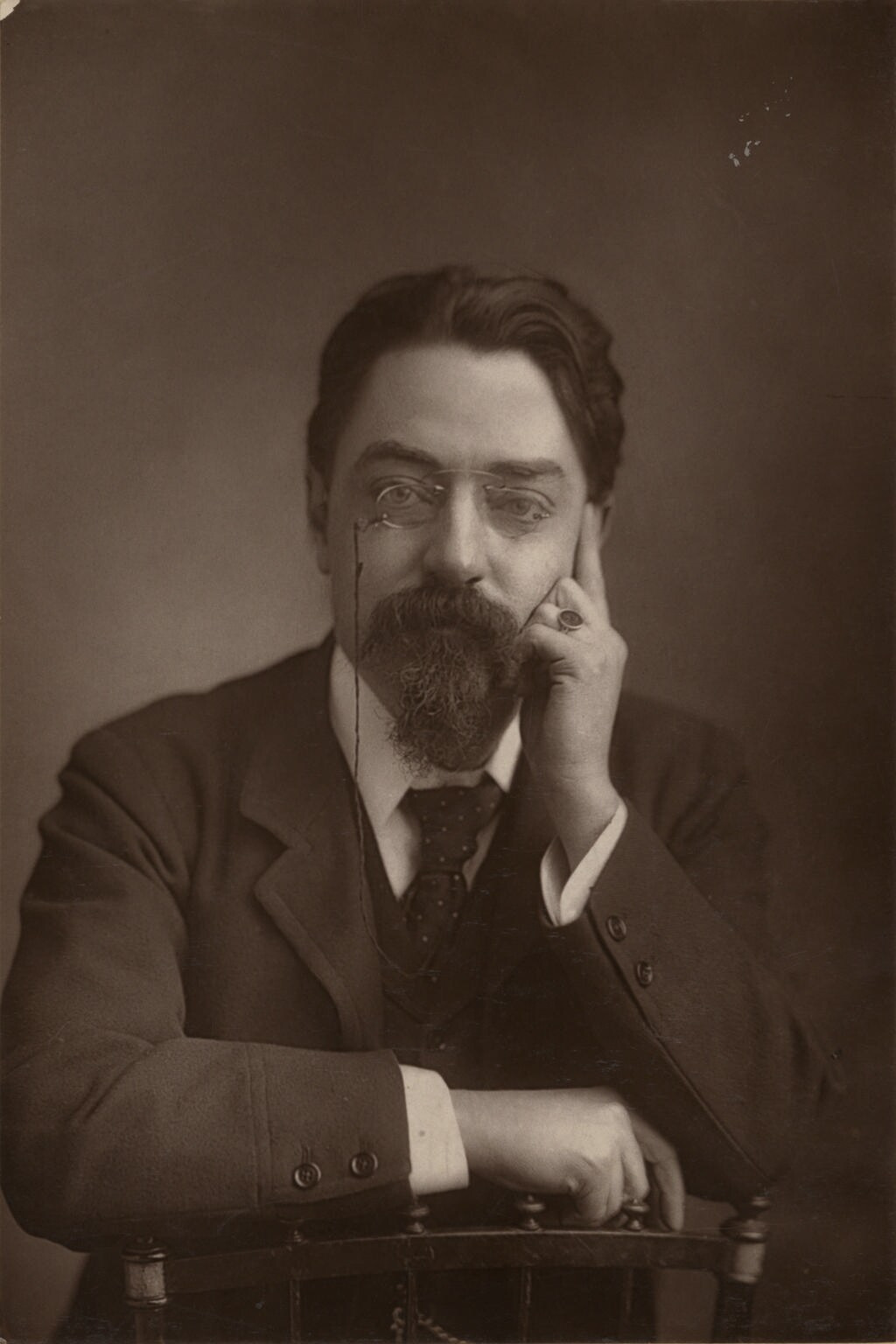
创始人之一西德尼·韦伯

伦敦政经学院在1895年由社会主义组织费边社成员韦伯夫妇（西德尼·韦伯与贝特丽丝·韦伯）、格雷厄姆·华莱斯和萧伯纳建立。建立之初，资金由私人慈善家提供，包括来自费边社成员Henry Hunt Hutchinson的20,000英镑的遗赠。由于创始人都坚信由改良主义者而非革命者来发展社会主义事业，伦敦政经学院的建立就是为了辅助费边社达到其建设更好社会的目的，因此它的研究课题一直专注于贫穷、财富不均等相关议题。这使得费边社和伦敦政经都成为影响英国工党的重要力量之一。
伦敦政经学院建立的目的在于重新教育和培养表現不穩定的英国政商精英，因為当时英国教學和研究表現差，其研究生数量相比其他国家少很多。就在伦敦政经学院建立前一年，英国科学促进会曾表示了系统学习社会科学的需要。韦伯夫妇考虑到伦敦政经学院的办学目的，实际上采用了当时巴黎政治学院的全面涵盖了社科领域的课程安排。1895年10月，伦敦政经学院在Adelphi的约翰街9号正式开学。
伦敦政经学院得到迅速扩张，在1896年9月就与新建的學院图书馆英国政治经济图书馆一起搬到了Adelphi Terrace 10号，并在后来几年继续发展的步伐。到了1900年，伦敦政经学院被伦敦大学认可为其所属的一个经济學院，并与同年开始招收大學部生和博士生。与此同时，伦敦政经学院的学术范围开始扩展到其他社會科学的學科，包括地理（1902年）、哲学（1903年），然后是国际关系、历史、法律、心理学和社会学。到了1902年，小小的Adelphi Terrace校区已经容纳不下整个学校，于是伦敦政经学院当年正式搬到了现在位于Aldwych和国王道的校址——离白厅近在咫尺。学校的老教学楼（Old Building）在1922年正式在Houghton Street落成，1920年得到英王乔治五世奠基，至今仍然是学校重要的办公和教学用地。
在福利国家理论建立者和英国国民卫生保健系统的创立者威廉·贝弗里奇做校长的几年里，伦敦政经重新定义了经济学，这一新构想即“（经济学是）一门研究人类行为及如何将有限或者稀缺资源进行合理配置的科学”，后来被作为经济学的标准定义。在这个标准上看，伦敦政经应该被作为现代经济学的始祖。贝弗里奇任命弗里德里克·哈耶克为教授，而后者通过他与凯恩斯著名的争论将伦敦政经学院推上舞台。而伦敦政经与凯恩斯代表的剑桥大学的两钟思想形成了现代经济学两个主要的学派，至今还在争论福利国家和完全市场经济的优劣。另一方面，当时学校的政治学教授哈罗德·拉斯基，作为左派政策的倡导者，也对英国政治有巨大影响。很多知名的世界领袖，包括约翰·肯尼迪，在伦敦政经就学时都受到他的影响。
1930年代，伦敦政经学院和剑桥两校之间的辩论在经济学学术界十分著名。两个学校在学术见解上持续的较量可以追溯到伦敦政经学院建立之初，当伦敦政经学院的经济学教授埃德温·坎南（1861-1935），与当时顶尖的经济学家、剑桥大学政治经济学教授阿尔弗莱德·马歇尔，争论关于经济学的基本概念以及该学科是否应被看做一个有机的整体。马歇尔当时反对伦敦政经学院将纯理论和其所依赖的经济史分开罗列。
争论也涉及到关于经济学家的角色问题，即他们应作为超然的专家还是实际事务的顾问。对于伦敦政经学院的历史经济学家而言，经济学理论的应用比经济学理论本身更具意义。虽然伦敦政经学院和剑桥大学的经济学家们在1920年代曾并肩工作过——比如建立了伦敦剑桥经济服务（The London and Cambridge Economic Service），但在1930年代两间学校对于经济萧条的解决方法产生异见，争论重新开始。
伦敦政经学院的罗宾斯和哈耶克及剑桥大学的凯恩斯是这场学术思维争论的主要人物。争论扩展到一系列问题，包括当时经济问题的解决方案应该是通货紧缩还是需求管理，以及对于经济学和宏观经济学更广泛的概念等。罗宾斯和哈耶克的观点基于注重自由贸易和反对干涉主义的奥地利经济学派，尽管罗宾斯后来承认这一手段在当时的经济萧条中提出来是不合时宜的。在当时各主要经济体不断增加的保护主义和“以邻为壑”的贬值政策下，只有尽早实施近似凯恩斯主义的政策才能够实现经济复苏。
凯恩斯和剑桥大学的政策在1930年后成为了实践准则。但随着米尔顿·弗里德曼和芝加哥经济学派的成长和影响逐渐增大，伦敦政经学院的自由主义思想逐渐开始影响当今的自由经济体。对于哈耶克观点的最好评价，就是当今世界不断增多的国际自由贸易组织，以及诸如关税暨贸易总协定的各种国际共识。解决1930年代的大萧条处理方法并非最佳，这些成果都对于国际社会避免重蹈覆辙而产生了积极作用，这也是当时剑桥大学的学者所倡导的。
伦敦政经学院最初的倾向社会主义的声誉，在1960年代发生了变化。时任校长努力抗争，使学校摆脱了费边社的影响，这在当时引发了许多学生抗议，甚至包括了当时服务多年的校董会主席莱昂内尔·罗宾斯。伦敦政经学院的前任校长安東尼·紀登斯是政治中间派“第三种道路”的创始人，托尼·布莱尔和比尔·克林顿都是其追随者。托尼·布莱尔2005年在学校为费边窗的永久展示揭幕。

## 學術

### 院系设置
主要科系及研究中心如下：
1. 会计系
2. 人类学系
3. 数据科学研究所
4. 经济系
5. 经济史系
6. 欧洲研究所
7. 财务部
8. Firoz Lalji非洲研究所
9. 性别研究系
10. 地理与环境系
11. 政府部门
12. 卫生政策系
13. 国际发展部
14. 国际史系
15. 国际不平等研究所
16. 国际关系系
17. 语言中心
18. 伦敦经济学院法学院
19. 管理系
20. 马歇尔研究所
21. 数学系
22. 媒体与传播系
23. 方法学系
24. 哲学、逻辑和科学方法系
25. 心理与行为科学系
26. 公共政策学院（原公共事务学院）
27. 社会政策系
28. 社会学系
29. 统计系

### 学位设置

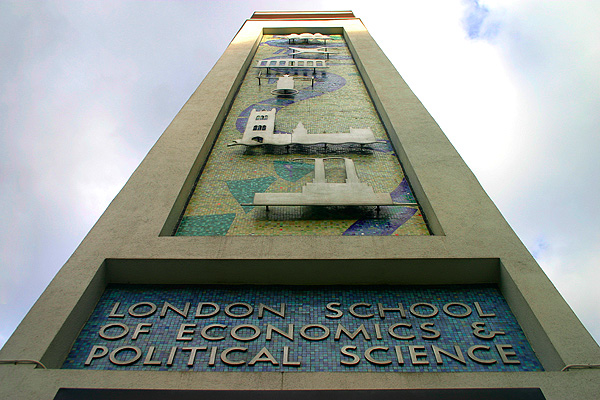
St Clement's Building

学校提供超过140个理学硕士课程、5个MPA课程、1个法学硕士、30个理学士课程、1个法学学士、4个文学学士课程（包括国际历史和地理）和35个博士课程。 伦敦政经学院在英国首创的学科包括会计学和社会学，学校还聘请了英国第一位经济史专职讲师。 课程分布在30多个研究中心和19个系，以及1个语言中心。
伦敦政治经济学院与伦敦大学合作，作为设计课程的牵头机构监督9个理学士课程。 伦敦政经学院获准从2008年7月开始授予自己的学位。所有从2007-08学年之后入学的学生都将获得伦敦政经学院学位，而在此之前入学的学生只获得伦敦大学学位。

### 入学要求
进入伦敦政经学院的竞争十分激烈，其研究生的入学要求是必须取得英国大學部的第一（First）或第二等（Upper Second）学位，或外国大学的同等学位。它的大學部课程申请也是全英竞争最激烈的，平均13.4人才获得一个位置，超过牛剑。其中一些课程，比如法律和经济，竞争更加激烈，超过20个人竞争一个位置。2007年，其入学要求为大学入学（UCAS）点数476，相当于在A-Level取得AAAA。由于伦敦政经申请人数众多，它和牛津剑桥一起，是全英三个从来没有进入大学入学（UCAS）最后补录程序（Clearing）的三所大学。

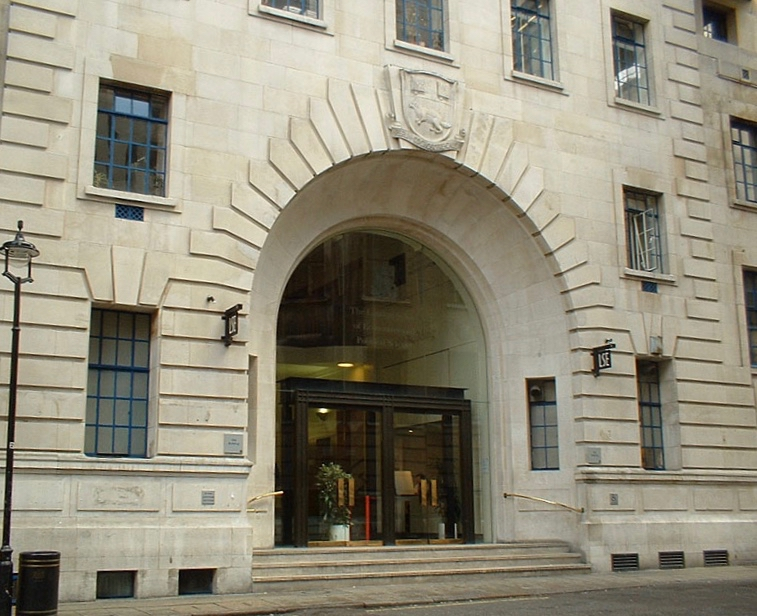
伦敦政经学院正门

近年来，伦敦政经也和其他英国顶级大学一起卷入了“私立學校學生高接受率”的风波。而根据私立学校委员会（Independent Schools Council）在2006年的一项研究显示，私立學校學生在伦敦政经取得一个位置的几率仅为29.7%，是罗素集团大学里最低的。

### 暑期学校
此外，伦敦政经暑期学校（LSE Summer School）自从1989年成立以来也已经有所发展，2006年的申请人数超过3,000人。该课程提供超过50个科目，内容与大學部类似，包括了会计、金融、法律、国际关系和管理等等。在每年7月至8月，伦敦政经也与北京大学合办“伦敦政经—北大暑期学校”。

### 联合学位
伦敦政治经济学院与六所大学在教学和研究方面建立了学术合作伙伴关系：哥伦比亚大学、加州大学伯克利分校、北京大学、新加坡国立大学、开普敦大学和巴黎政治学院。 六校一起提供一系列双学位或联合学位课程，包括国际和世界历史硕士学位（与哥伦比亚大学合作）和国际事务硕士学位（与北京大学合作），毕业生从这两个机构获得学位。 
学校还为特定系所提供与其他多所大学的联合学位，包括复旦大学、南加州大学以及与莱比锡大学、维也纳大学、罗斯基勒大学和弗罗茨瓦夫大学联合提供的全球研究项目。伦敦政治经济学院还提供与巴黎政治学院、赫尔蒂学院、新加坡国立大学等全球公共政策网络学校合作的MPA双硕士，以及多伦多大学蒙克全球事务学院合作全球事务学位。 伦敦政治经济学院欧洲研究所与博科尼大学一起提供欧洲和国际公共政策与政治双学位。
伦敦政治经济学院还通过全球管理硕士项目和加州大学伯克利分校政治学本科生交换项目与多家国际商学院开展交流项目。 与纽约大学斯特恩商学院和巴黎高等商业研究学院，共同提供名叫TRUIM的MBA课程。时长为16个月的课程，将六个学习模块安排在全球5个商业区域。Whitefield Consulting和金融时报，在2007年都将TRIUM商学院列为EMBA课程全球第二。

## 学术声誉
倫敦政經學院教學與研究以社會科學為主、法律、經濟學、國際關係、政治心理學、行為經濟學、政治學、管理學、哲學、人類學、社會學、歷史、社會政策、金融等方面研究的教學與研究成就在全球享負盛名。在綜合排名中，醫學及理工為主的學校更佔優勢。例如具備理工醫學院的伦敦帝国学院在多個大學綜合排名上，曾大幅領先側重社會科學設置的倫敦政經學院，但倫敦政經學院在專業排名中表現出色。在2016年QS世界大學排名的專業排名中，倫敦政經學院的所有14門專業，有12門皆進入了世界前八。《星期日泰晤士報》和《衛報》的2025年全英大學排行榜中，倫敦政經學院分別排名第1和第4。
學生國際化是學院的特色之一。全日制學生約有7500名，其中英國本地生佔34%，另外18%來自歐盟成員國，44%來自世界其他120多個國家及地區。大學部佔48%，研究所佔52%。

## 學生生活

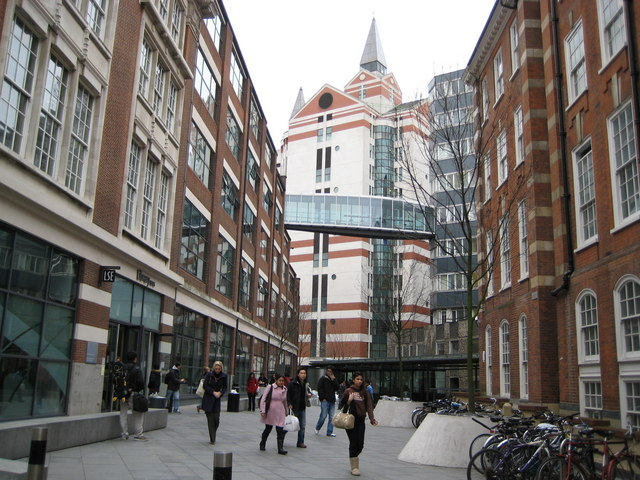
Houghton Street

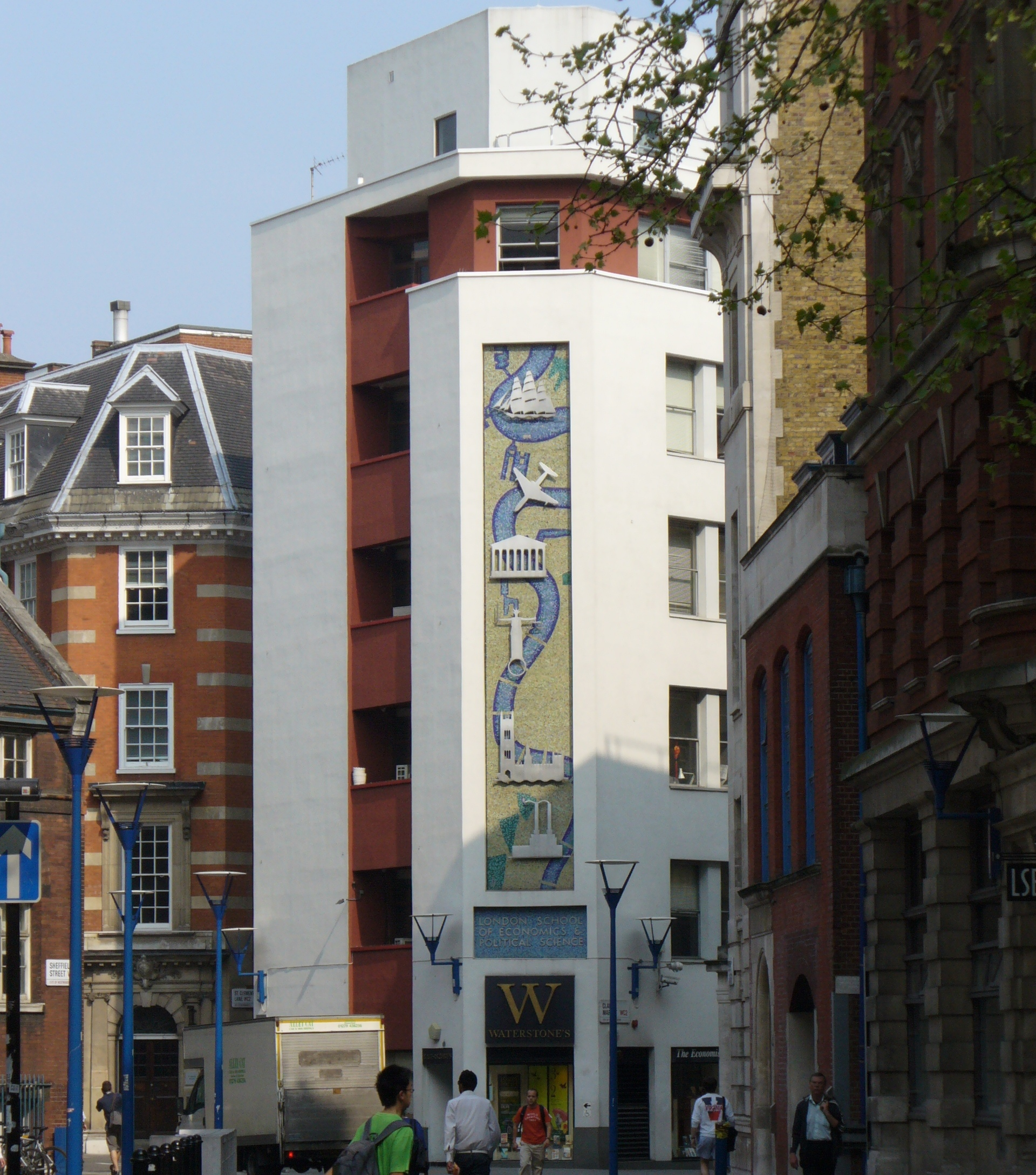
Waterstone's Economists' Bookshop

倫敦政經學院的校園位於倫敦市的法律中心霍本，毗鄰皇室法院、英國廣播公司和倫敦四所律師學院，其中最著名的林肯律師學院就近在咫尺。伦敦政经学院同样以其公共演讲而闻名，演讲者包括阿伦·格林斯潘、乔治·索罗斯、比尔·克林顿、本·伯南克、托尼·布莱尔、戈登·布朗、戴维·卡梅伦、科菲·安南、埃里克·施密特、格哈特·施罗德、科斯塔斯·西米蒂斯、比森特·福克斯·克萨达、纳尔逊·曼德拉、勞倫斯·薩默斯、议员傑基·史密斯等。

### 图书馆

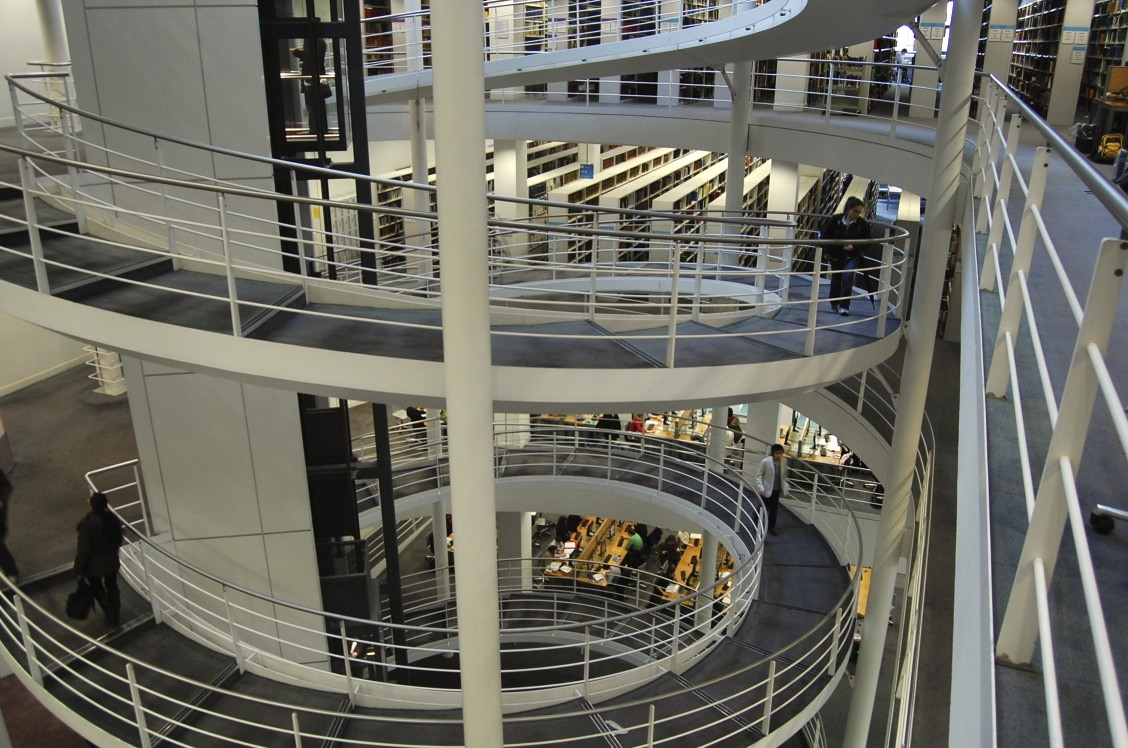
英国政治经济图书馆螺旋楼梯

伦敦政治经济学院的主图书馆是英国政治经济图书馆，这也是全球最大的社会科学图书馆。图书馆建于1896年，是英国的国家社会科学图书馆，在国际上也非常重要。英国政治经济图书馆每天有6500人访问，还有每年1.2万人使用国际研究资料。
肖氏图书馆（Shaw Library）是学院另一间图书馆，提供小说等休闲读物，位于学院老教学楼（Old Building）内，费边窗（Fabian Window）也在这里展示。
学院的学生也可以使用伦敦大学其他成员学院的图书馆，以及位于罗素广场伦敦大学议事大楼的额外设施。

### 住宿及交通
伦敦政经学院的住宿安排在其开设的学生公寓，学生公寓分布在伦敦市中心十个不同的区域。在学生公寓居住的学生超过3,400人。此外，第一年大學生中大约有25%的学生居住在与伦敦大学其他学院共用的几个学生公寓里。学校保证所有的一年级大學生和部分研究生都可以住在学生公寓，但在校园内就没有住宿提供。最近的Grosvenor公寓离学校有步行5分钟的路程，而最远的公寓坐地铁和公共汽车都要花45分钟。大部分的学生公寓都是不同国家种族、男女在一起居住的。公寓一般提供31周，即不包括复活节和圣诞节假期，或者40周的住宿合约。
最大的学生公寓Bankside公寓于1996年开放，8层楼可以居住617名学生。该公寓毗邻泰晤士河南岸，在著名的泰特现代艺术馆后面，位置优越。1995年开放的High Holborn公寓是第二大的学生公寓，离学校10分钟步行路程。其他公寓都分布在伦敦较好的地段，包括Butler's Wharf公寓坐落在伦敦塔桥旁边，Rosebery公寓位于繁华的Islington区，以学校前教授命名的Carr-Saunders公寓就坐落在富裕西区的伦敦电视塔旁。
2005年后，学校开设了三个新的学生公寓用来满足全部的第一年大學生的需求。2006年开设的Lilian Knowles公寓可以容纳360个学生。2006年10月新开放了位于诺森伯兰大街（Northumberland Avenue）的学生公寓。该公寓毗邻特拉法加广场和泰晤士河，离著名的商业区牛津街、皮卡底里圆环、伦敦唐人街、柯芬园和众多西区剧院都很近。公寓楼被列为二级建筑，在维多利亚时代曾经是豪华酒店，后来作为政府办公使用。
距学校最近伦敦地铁站是Holborn站和Temple站。2007年11月14日之后，通往欧洲大陆的欧洲之星火车移到聖潘可拉斯車站，距离学校步行大约要25分钟。此外，到Aldwych和国王大道的公共汽车会直接停在学校的Houghton街。

## 影响

### 经济学

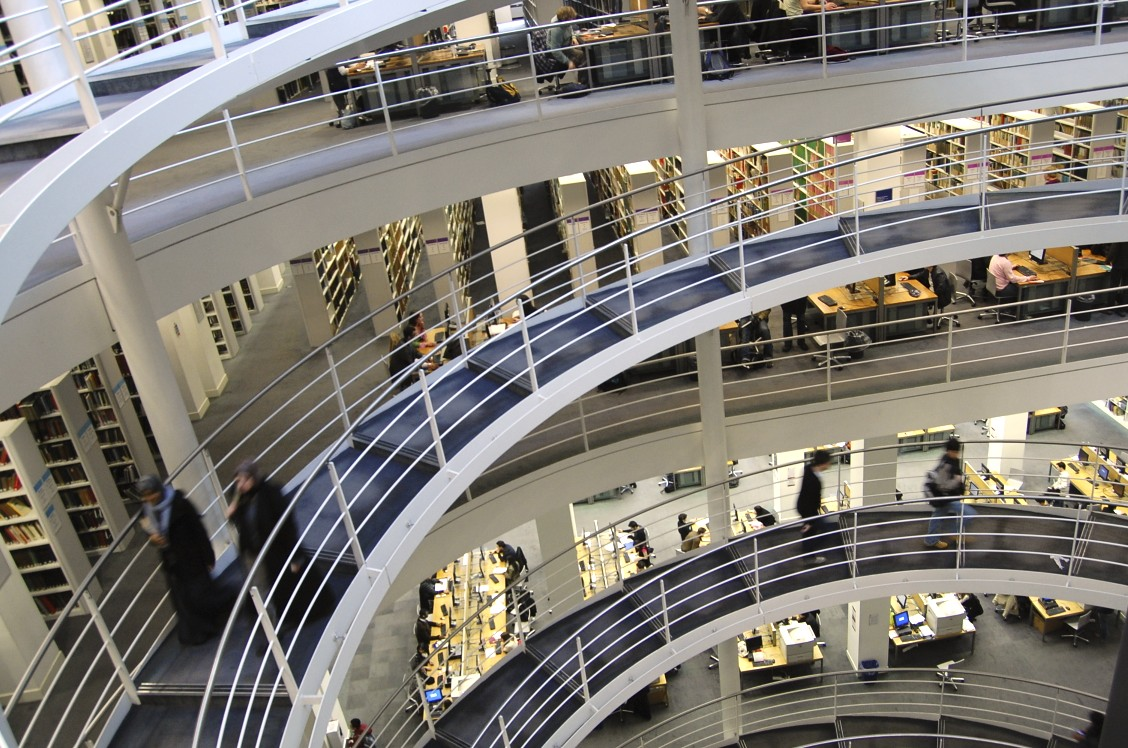
伦敦政经学院图书馆内部

伦敦政治经济学院对于对经济学的理解所做出的重要贡献，很多都能通过以下个人和他们的作品所体现，这些人都曾经在伦敦政经或教授过，或研究过，或学习过。尽管以下大多数经济学家最终都因某个理论或作品获得了诺贝尔经济学奖，但下面主要列出的是他们对于整体现代经济学模型和思想所做的重要影响：
- 约翰·希克斯：最著名的贡献是创造了IS-LM模型，成为凯恩斯宏观经济学的起点。
- 弗里德里克·哈耶克：诺贝尔经济学奖1974年获奖者，是经济自由主义最主要的倡导者，他的文献可以定义英国和美国分别在撒切尔夫人和里根总统时代的主要经济政策。哈耶克哲学的实施曾经导致了很多关键的经济结果，包括工会的减少。Bean and Crafts的论文称这一点成为两国过去25年里经济停滞的主要原因，而同一时期欧洲其他主要国家都实现了稳定的经济繁荣。[49]他同时也对最终导致东欧共产主义瓦解的自由市场思潮产生重要影响。[50]
- 詹姆斯·米德：因其在贸易理论的开创性研究获奖。
- 威廉·阿瑟·刘易斯：发展出经济学重要的“二元经济”模型，用来证明经济工业化理论的主要基础，也为Heywood对于英法工业化比较的“修正主义”观点垫下基础。刘易斯同时也对贸易理论中贸易条件的重要性有尖端的研究。
- 默顿·米勒：1990年因其在金融经济学的理论工作与他人分享获得诺贝尔经济学奖。
- 罗纳德·科斯：因其对于交易成本重要的发现和分类，以及完善的产权界定可以解决外部性问题，获得了1991年的诺贝尔经济学奖。
- 阿马蒂亚·库马尔·森“因其在发展经济学的诸多贡献在1993年获得诺贝尔经济学奖，他的工作包括了在性别平等方面的研究，他在作品中指代抽象的某人时总是用“她的”，而非“他的”。森后来离开伦敦政经，转往牛津教书，但在经济系他并没有被允许教授自己著名的关于贫困的课程。
- 罗伯特·蒙代尔：被称为欧元之父，1999年诺贝尔经济学奖获得者，其主要研究领域是最优货币区。他的工作仍然是现在分析和评价单一货币有效性的主要支柱。蒙代尔-弗莱明模型成为IS-LM模型的一个有效延伸，帮助研究国际平衡，同时也是分析浮动和固定汇率相对优劣的基本理论。
- 乔治·阿克洛夫：诺贝尔经济学奖2001年的获得者，他以1970年刊登在经济学季刊的文章《柠檬市场：品質的不确定性和市场机制》而著名，在这篇文章中，他指出了「資訊不對稱」在市場造成的損害。
- 威廉·菲利普斯，虽然未获诺贝尔奖，但其1958年提出的著名的菲利普斯曲线，成为政府经济政策关于失业和通胀的重要依据。

2006年1月，IDEAS经济研究报告将伦敦政经学院列为全球第三的大学经济研究系，是非美国大学的第一名。 耶鲁大学於1999年發表计量经济学的研究影响，分析了全球最佳的100名经济学博士生，伦敦经济学院因为其毕业生名下发表的研究超过2000页而名列全球第一，科學评估将伦敦政经学院的经济系，在过去两次考核中（1996年和2001年）评为最高的5A级，许多非政府机构普遍都将伦敦政经學院的经济研究所和经济系列为全球前20，大多时候都是美国以外的机构中最佳，尽管其研究方向集中在经济学，伦敦政经學院还是世界前12名研究机构之一。

### 英国社会

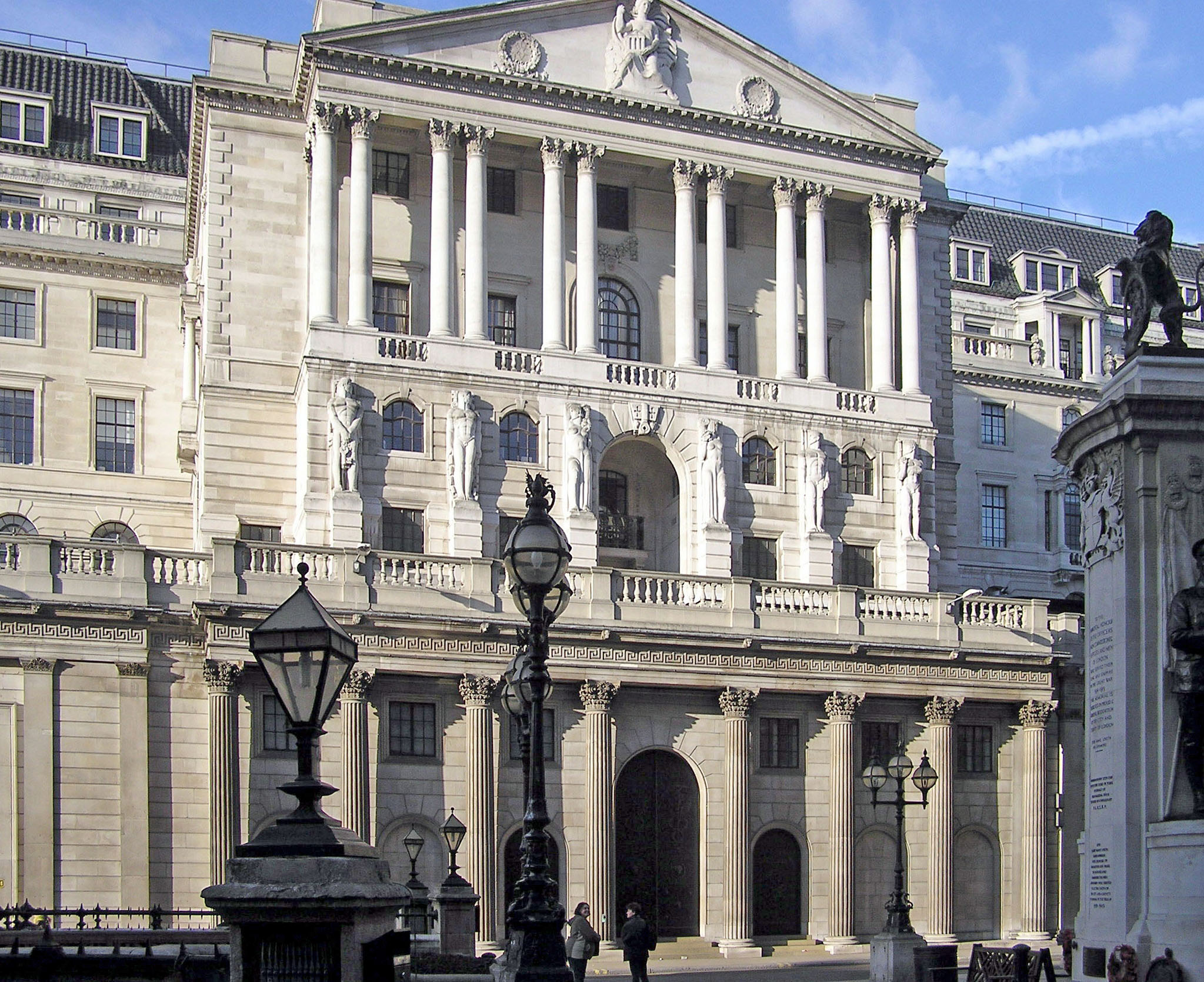
英国中央银行——英格兰银行

伦敦政经学院通过其与政界、商界、法律界的紧密联系，一直以来对国际社会一直有重要影响，卫报曾经提到：
|  | 各个大臣们都再一次深切感受到（伦敦政经）学院的政治影响，这种影响渗入了议会、白厅和英格兰银行……伦敦政经学院的优势在于它与政治进程紧密相联：英格兰银行行长默文·金是学校的前教授。下议院教育委员会主席Barry Sheerman，与工党议员Frank Judd都位居校董会。校董会上同样也有保守党议员Virginia Bottomley和Richard Shepherd的身影，当然不能不提的还有Saatchi勋爵和Lady Howe。 |

## 著名人物

### 列表

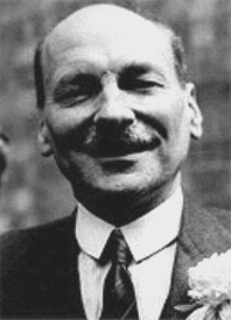
英国首相克莱门特·艾德礼
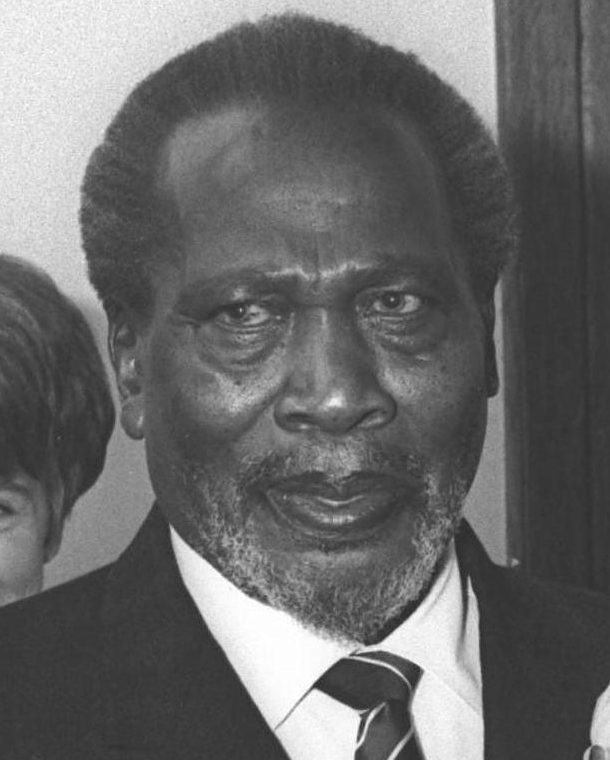
肯尼亚总统乔莫·肯雅塔
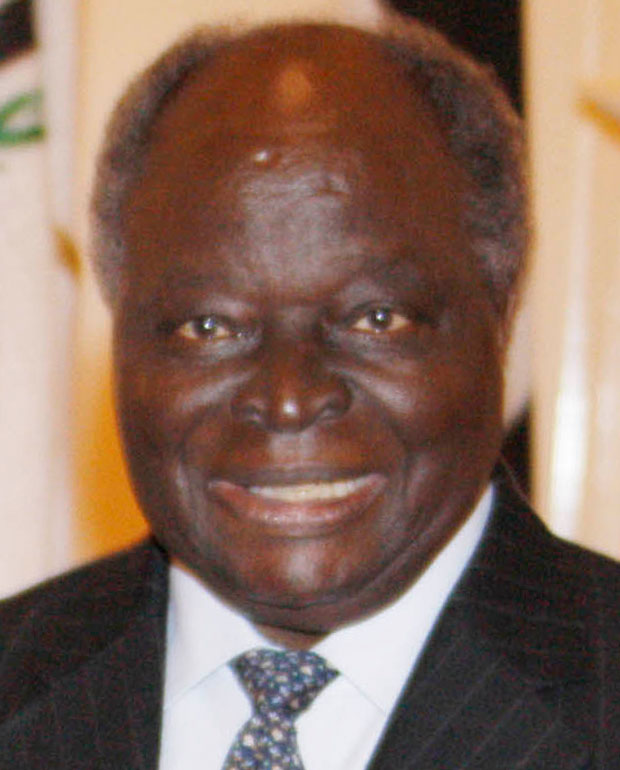
肯尼亚总统姆瓦伊·齐贝吉
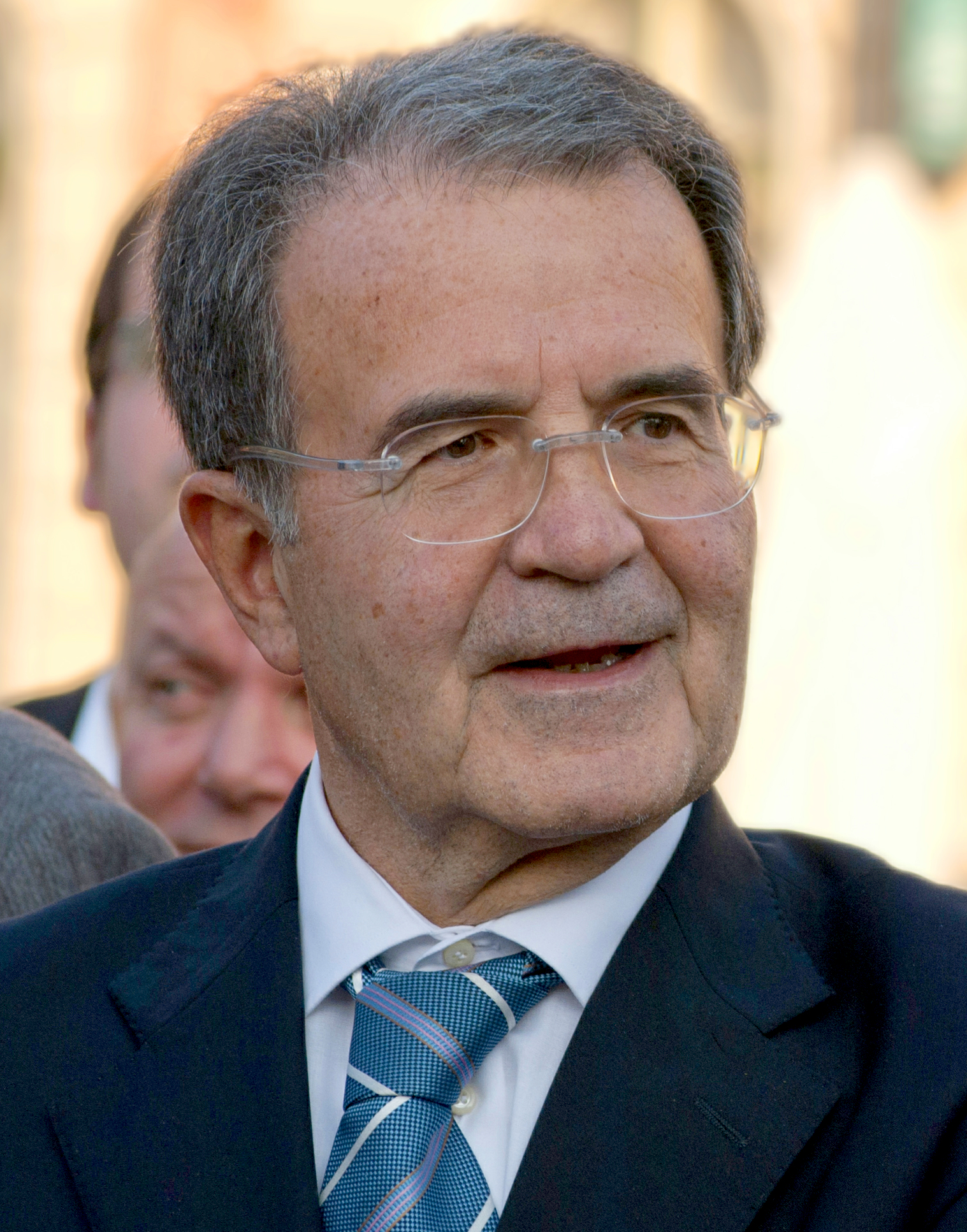
意大利总理、欧盟委员会主席罗马诺·普罗迪
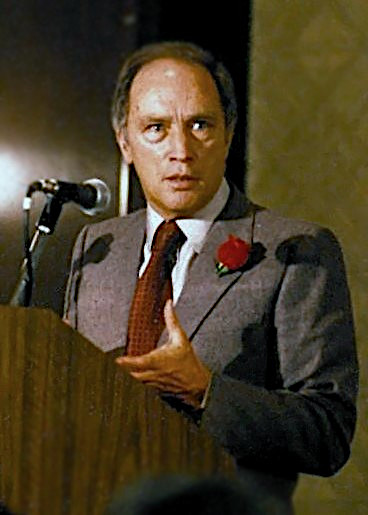
加拿大总理皮埃尔·特鲁多
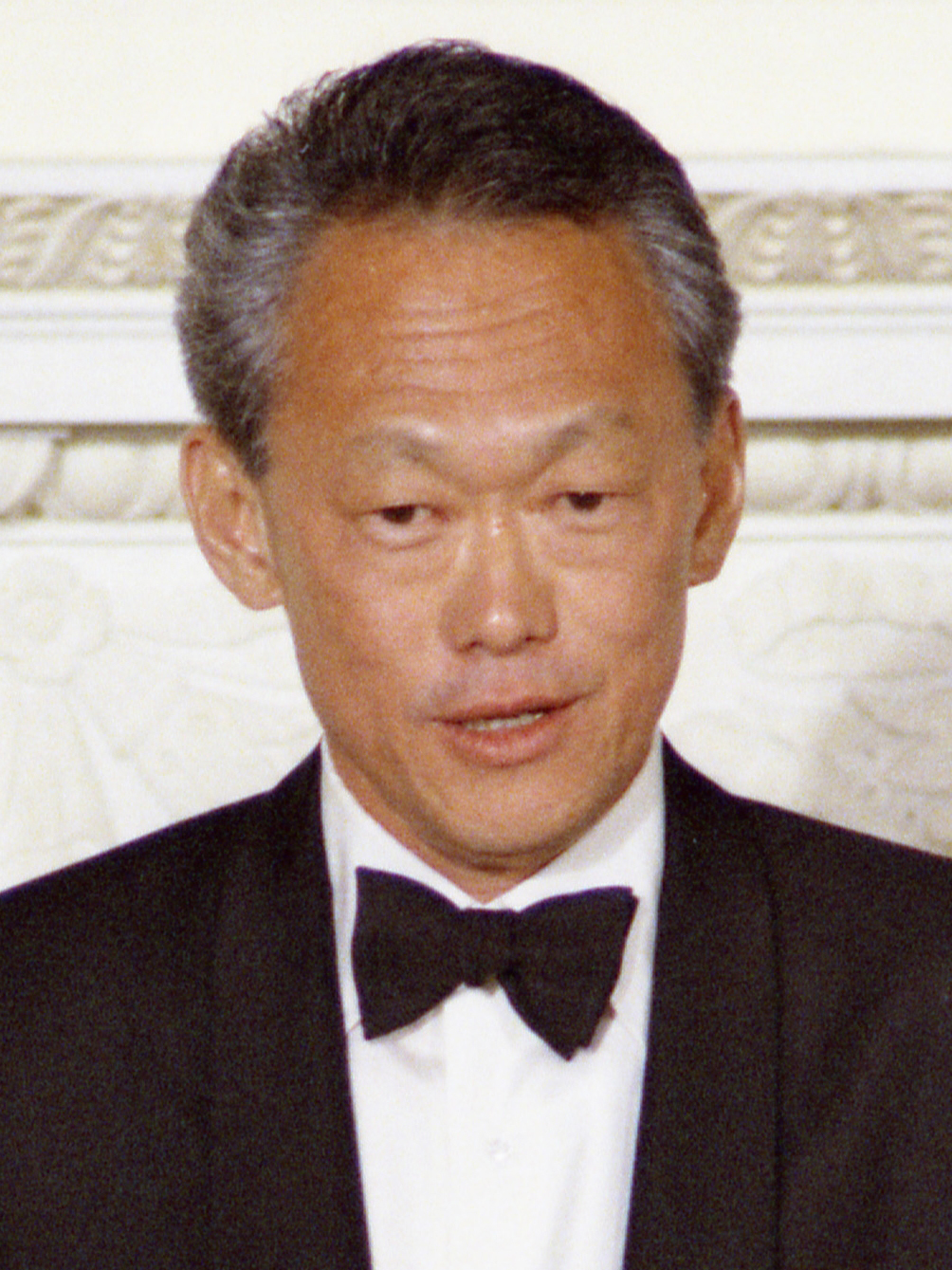
新加坡总理李光耀
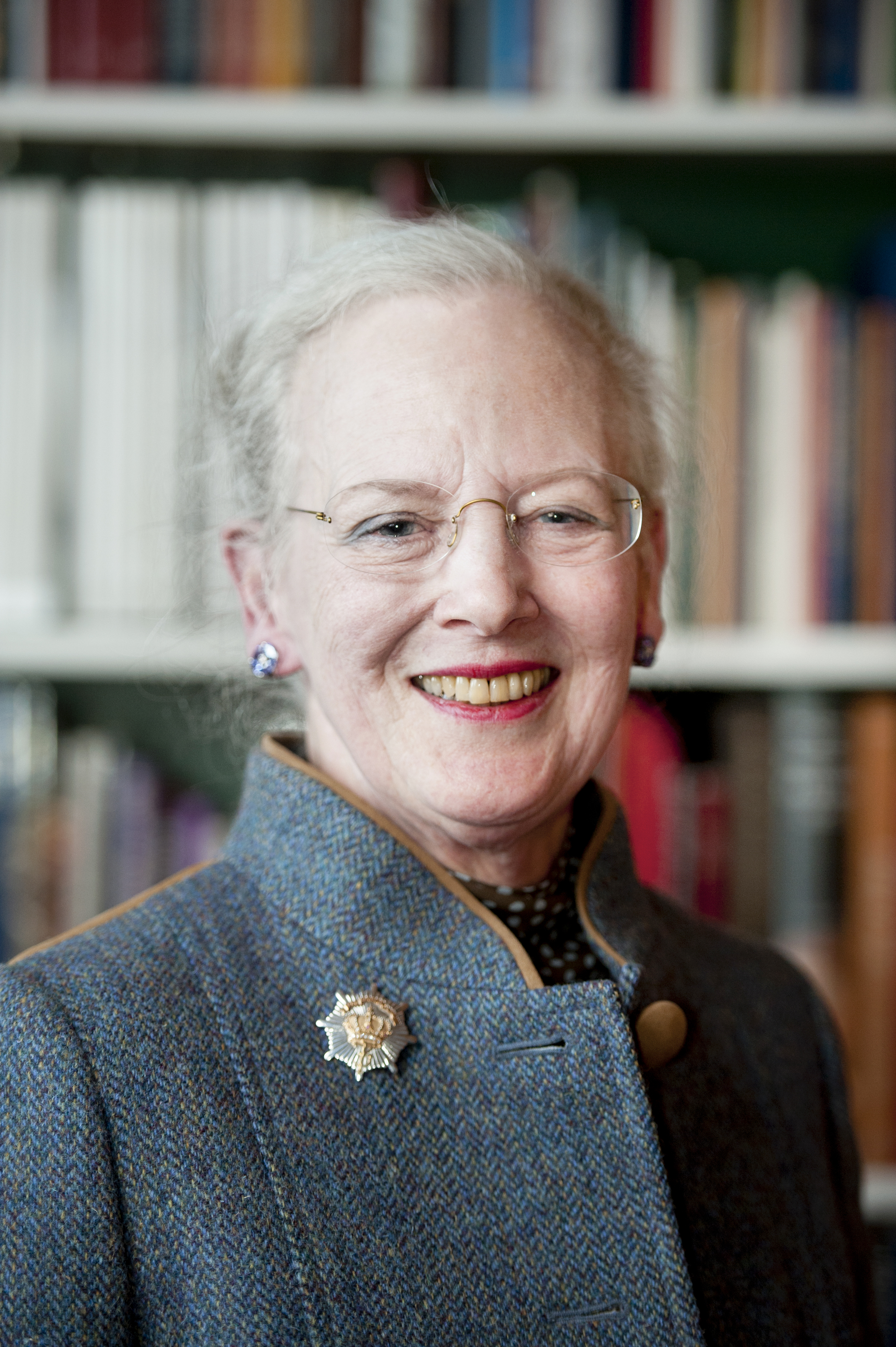
丹麦女王玛格丽特二世
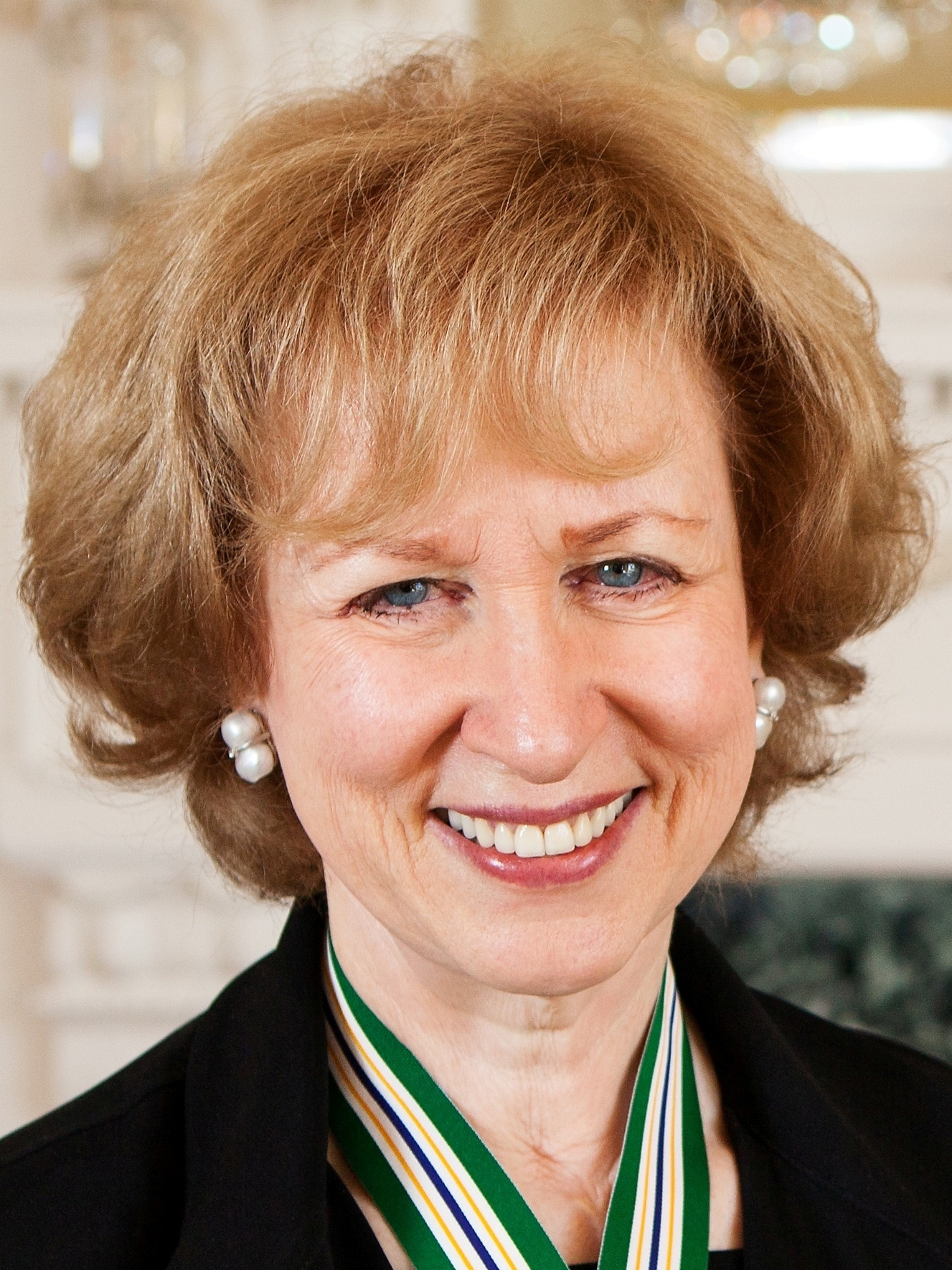
加拿大总理金·坎贝尔
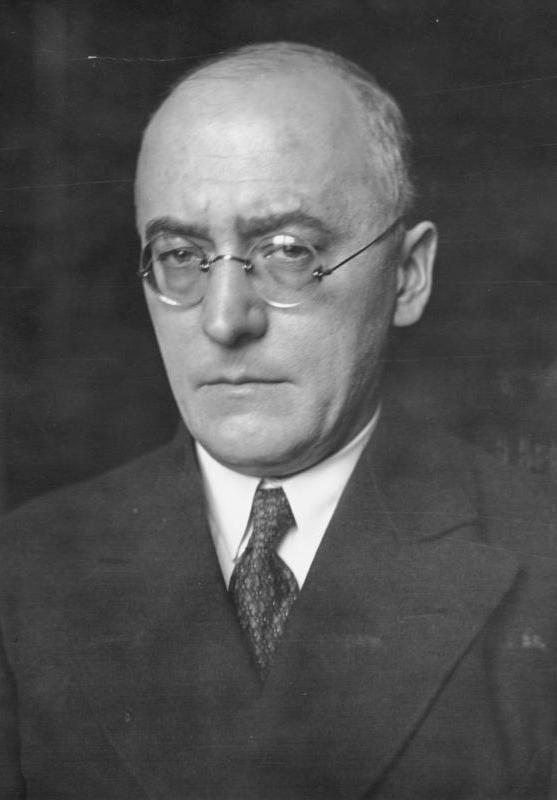
德国总理海因里希·布吕宁
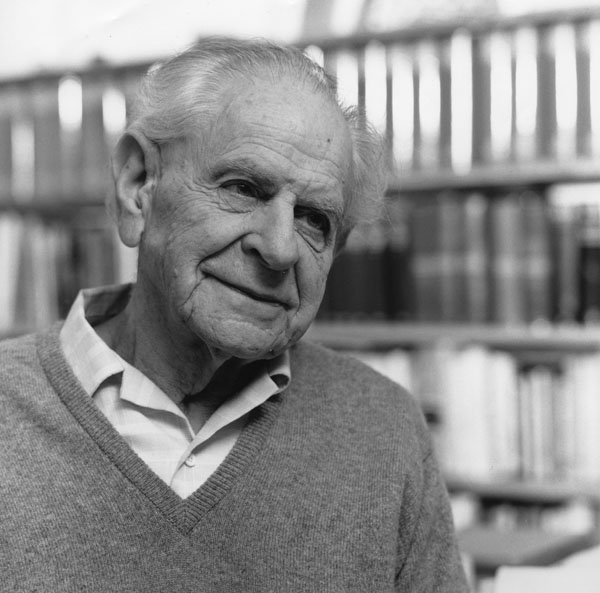
卡尔·波普
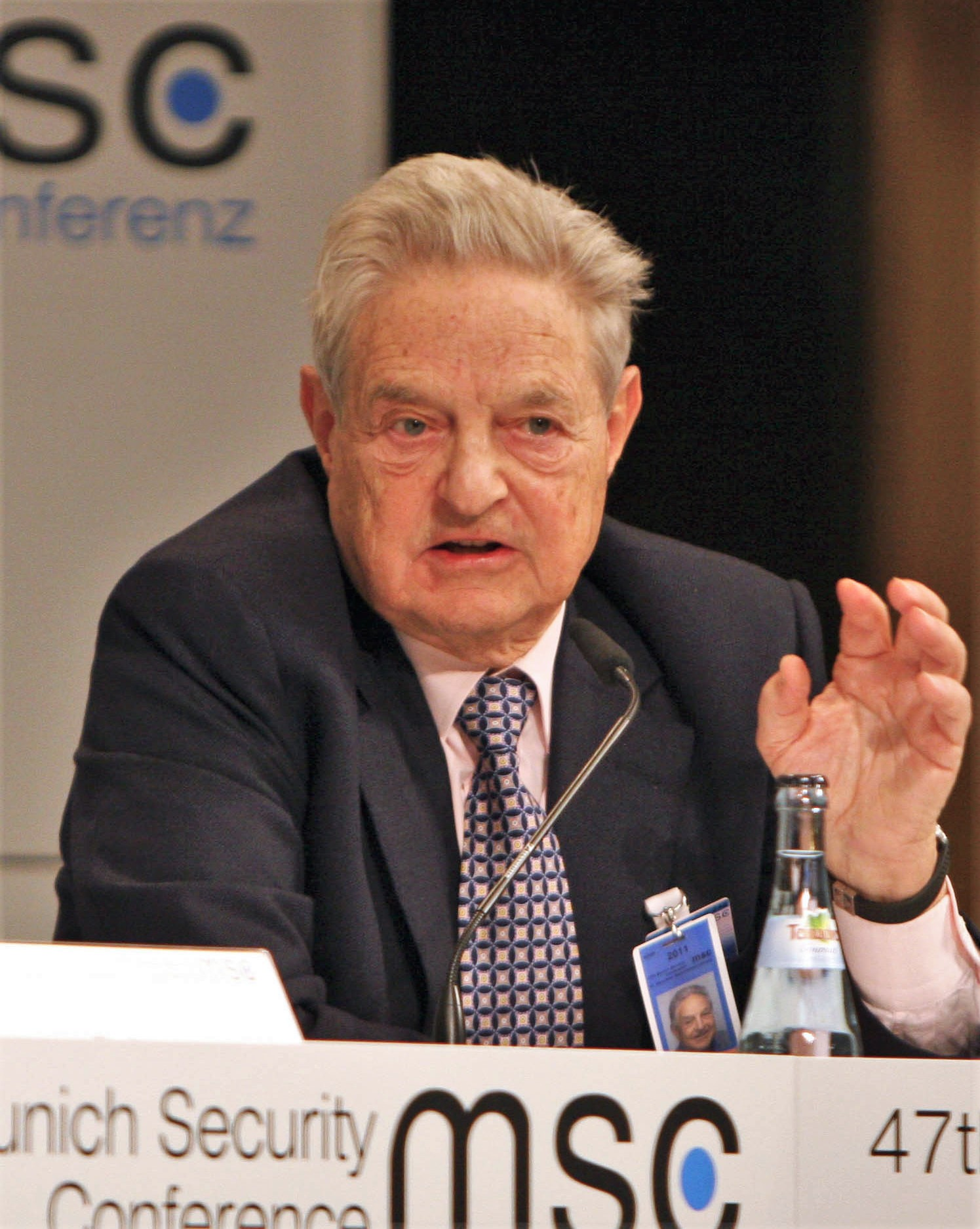
乔治·索罗斯
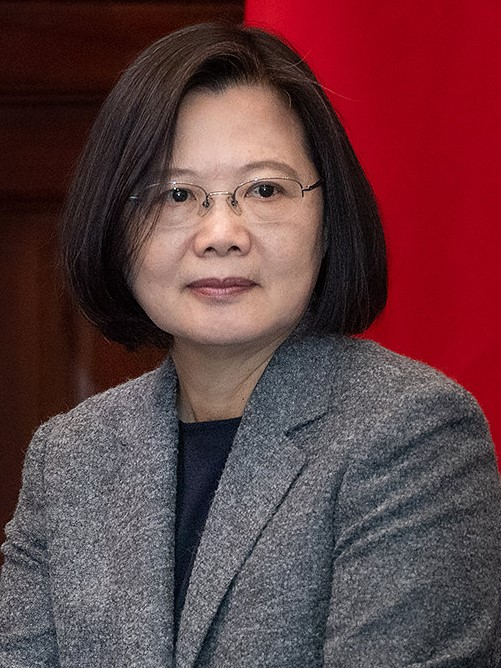
中华民国总统蔡英文
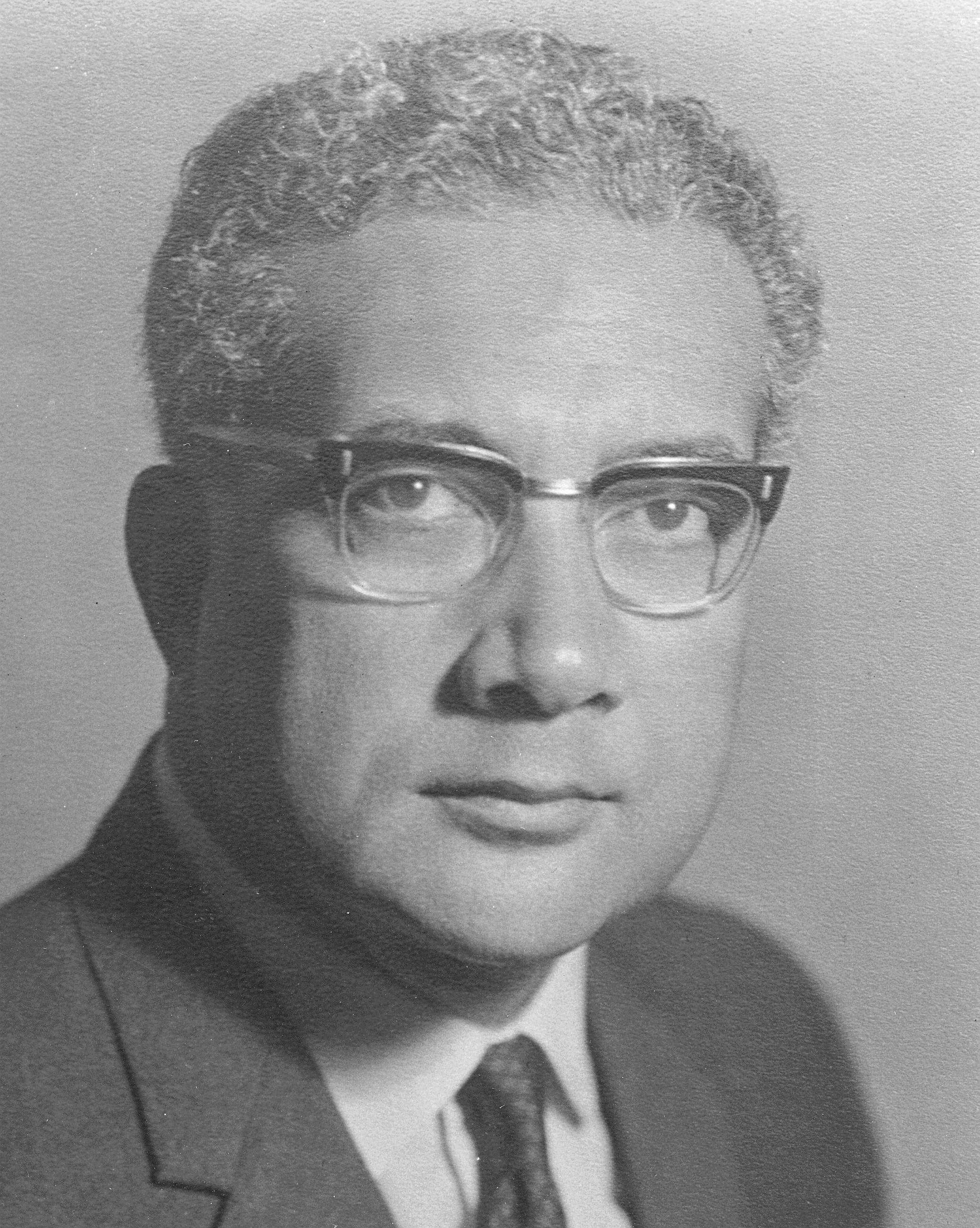
斐济总理卡米塞塞·马拉
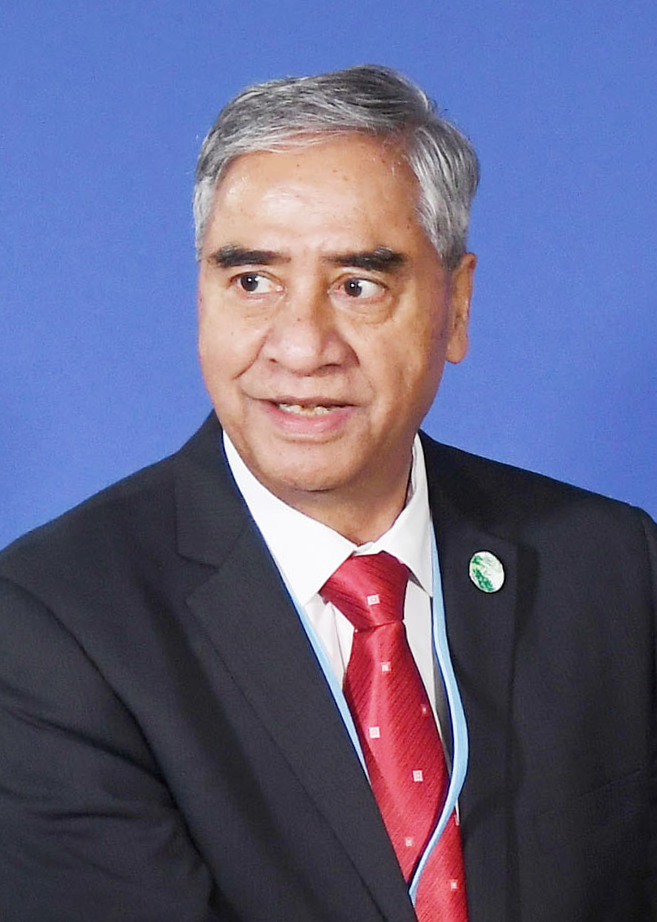
尼泊尔总理谢尔·巴哈杜尔·德乌帕
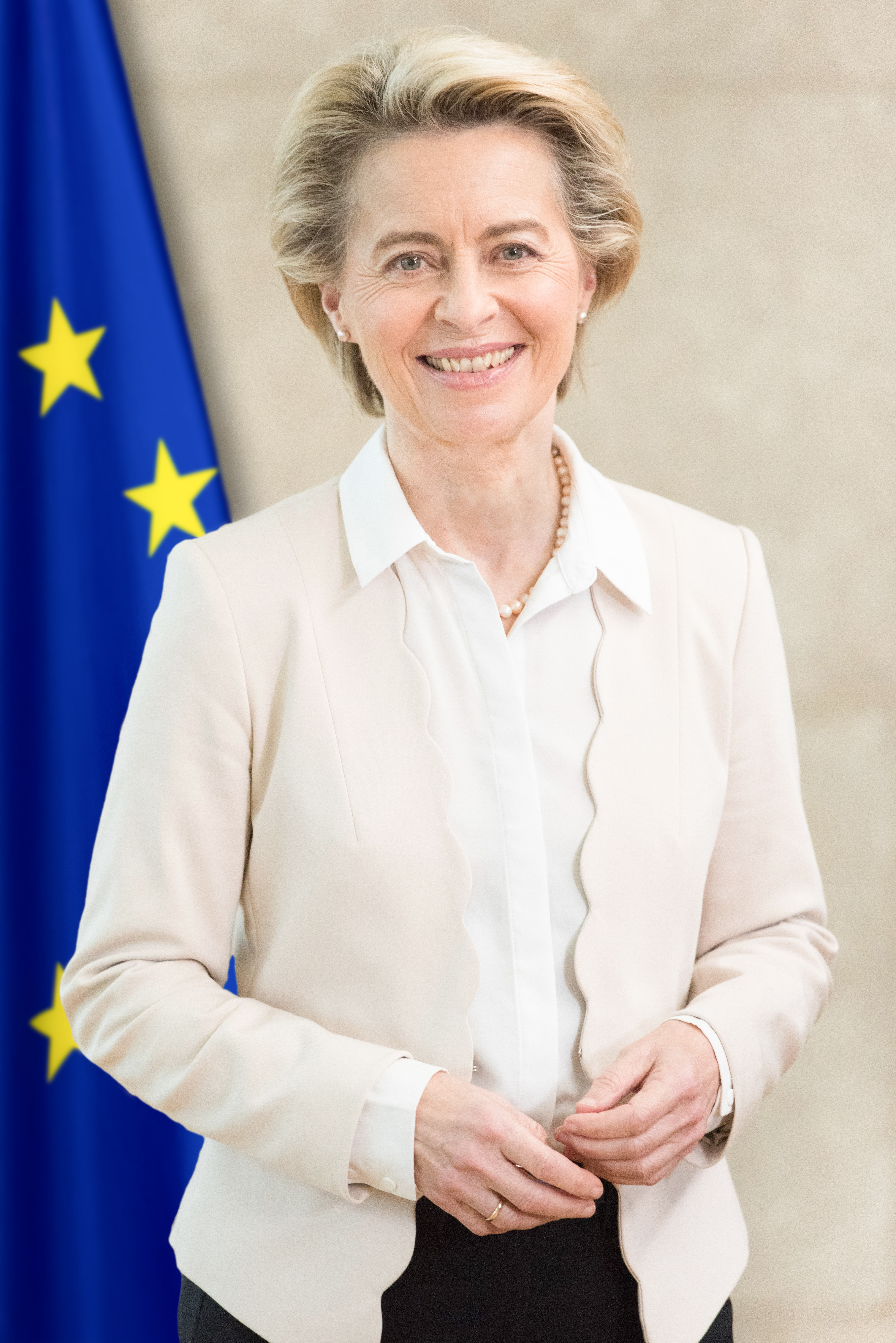
欧盟委员会主席乌尔苏拉·冯·德莱恩

### 事件
穆阿邁爾·格達費的兒子赛义夫·伊斯兰·卡扎菲在倫敦政經學院獲得科學碩士與博士學位，其政敵指稱該博士論文涉嫌請人捉刀，倫敦政經學院設立獨立調查小組對此指控進行了解，由於指控方未能提出具體證據證明該論文是由他人代寫，故最終對塞義夫的博士學位做出保留的結論。
斯里蘭卡《可倫坡電訊報》（Colombo Telegraph）2013年10月3日的報導，前聯合國開發計劃署副領導人和漢班托塔區議員、前斯里蘭卡總統拉納辛哈·普雷馬達薩的兒子薩茲·普雷馬達薩的維基百科頁面上，顯示他獲得了倫敦政經學院的學位，但其本人在接受該報採訪時提到，他在该校參加了一年級考試，後來由於患了麻疹造成腿部麻痺，無法參加進一步的考試，故獲得的是Aegrotat Degree，而非學士學位。倫敦政經學院證實，普雷馬達薩於1991年8月1日獲授的是Aegrotat Degree，等同就讀證明，而非正式學位。當學生有確實赴學，因重大病故未能完成考試，屬未獲得正式學位，學生可向校方申請Aegrotat Degree的證書，證明自己未完成正式學位，有就學事實。許多人不清楚Aegrotat Degree是張就學證明，誤以為是學位證書，然而Aegrotat Degree上都有載明其用途。
一些媒體和学者對中華民國總統蔡英文的倫敦政治經濟學院（LSE）的博士學位和博士論文提出質疑，在包含過去蔡英文的聘任單位（中華民國教育部、國立政治大學）、前職場上司（前總統蔣經國任命之大法官劉鐵錚）、倫敦政經學院校方、中華民國法院判決結果等等機構的認證下，2019年10月，伦敦政治經濟學院網站新聞區(In the press)聲稱在1984年授予了蔡英文法学博士学位，并列出蔡英文在1985年的论文“不公平贸易行为和保障措施”在该学院图书馆内的个人副本。2022年2月3日，倫敦大學也在其官網刊登聲明表示「蔡總統在提交論文、論文並經兩位考官審查後，於1984年2月獲頒博士學位。」

## 延伸阅读
- Dahrendorf, Ralf. . Oxford: Oxford University Press. 1995: xx, 584. ISBN 0198202407.